# Pseudoderopeltis morosa
Pseudoderopeltis morosa är en kackerlacksart som beskrevs av Robert Walter Campbell Shelford 1911. Pseudoderopeltis morosa ingår i släktet Pseudoderopeltis och familjen storkackerlackor. Inga underarter finns listade i Catalogue of Life.